# Cryptochironomus chaetoala
Cryptochironomus chaetoala är en tvåvingeart som först beskrevs av James E. Sublette 1960.  Cryptochironomus chaetoala ingår i släktet Cryptochironomus och familjen fjädermyggor.
Artens utbredningsområde är Kalifornien. Inga underarter finns listade i Catalogue of Life.